# Grinzing
Grinzing est un quartier de la ville de Vienne situé à Döbling, le 19e arrondissement de la ville. Grinzing est aussi une des 89 communautés cadastrales de Vienne. 
Grinzing, surtout connu pour la viticulture et ses nombreux bars à vin (Heuriger), était jusqu'en 1892 une commune de Basse-Autriche.

## Géographie
L'ancien village se trouve au nord-ouest du centre-ville de Vienne. Grinzing est délimité au sud par les quartiers viennois de Sievering et d'Unterdöbling, à l'est par Heiligenstadt et Josefsdorf, et au nord par la frontière urbaine de Vienne avec la ville de Klosterneuburg en Basse-Autriche. La communauté cadastrale, la plus grande de l'arrondissement, couvre une superficie de 613,52 ha.
La physionomie de Grinzing est marquée par son caractère villageois préservé, ses vignobles étendus et les montagnes boisées du Wienerwald, dont le Reisenberg et le Latisberg offrent une vue sur toute le paysage urbain de Vienne. La plus haute montagne de Vienne, le Hermannskogel (540 m), s'y trouve également.

## Histoire

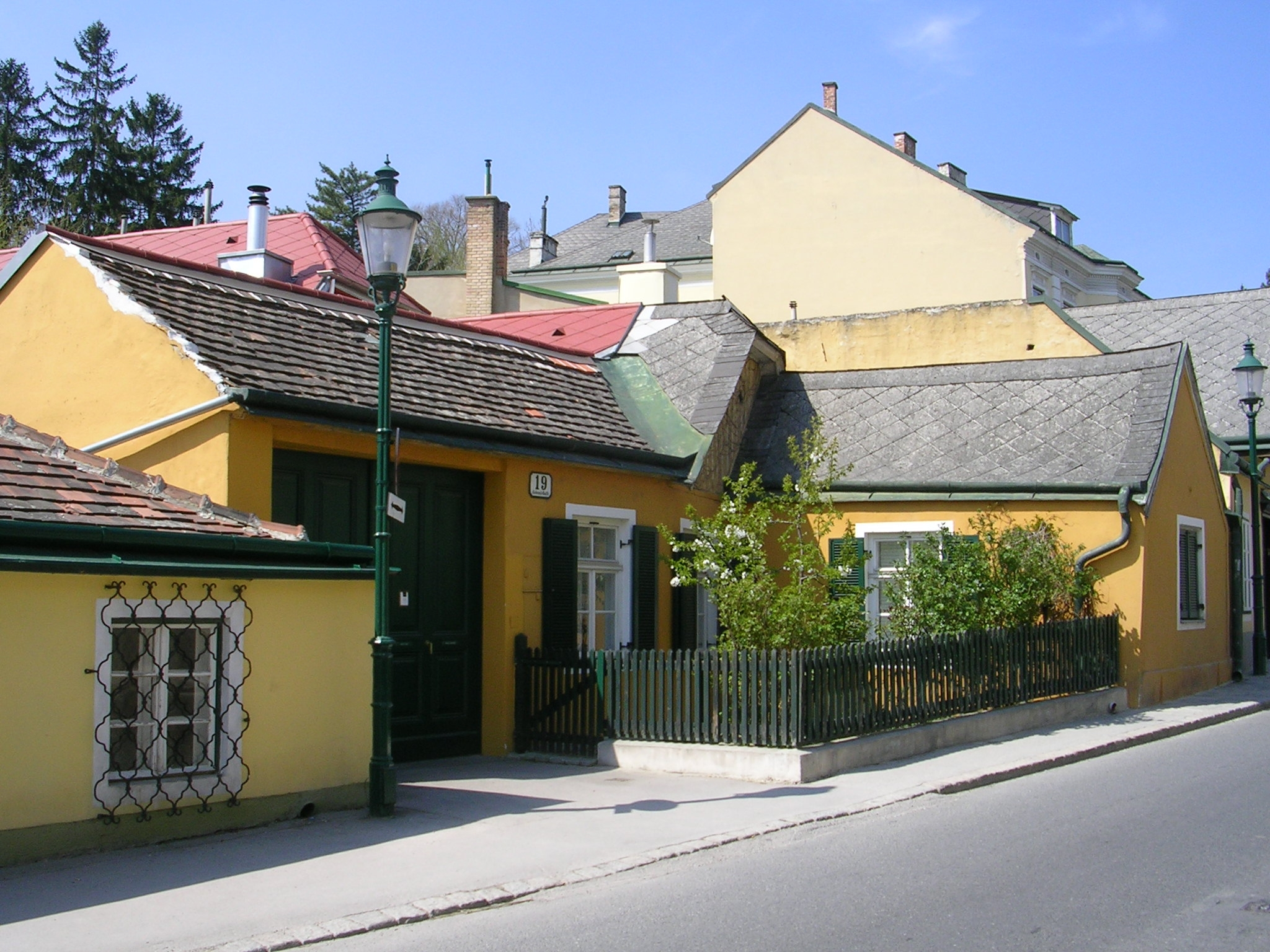
Une ancienne ferme de viticulteurs.

Le village de Grinzigan, situé au pied du Wienerwald dans le margraviat d'Autriche, est mentionné pour la première fois dans un acte de 1114. Déjà au XIIe siècle, c'était un village florissant de viticulteurs et de journaliers. Depuis le milieu du XIIIe siècle, les domaines étaient la propriété de l'abbaye de Klosterneuburg. L'église paroissiale, à l'origine une filiale de Heiligenstadt, fut édifiée entre 1417 et 1426.
En 1484, les troupes du roi Matthias Corvin de Hongrie ont occupé le village. Les terres ont été dévastés pendant le siège de Vienne par les forces ottomanes en 1529 et de nouveau au cours du second siège en 1683. En 1892, Grinzing est incorporé à la ville de Vienne. 

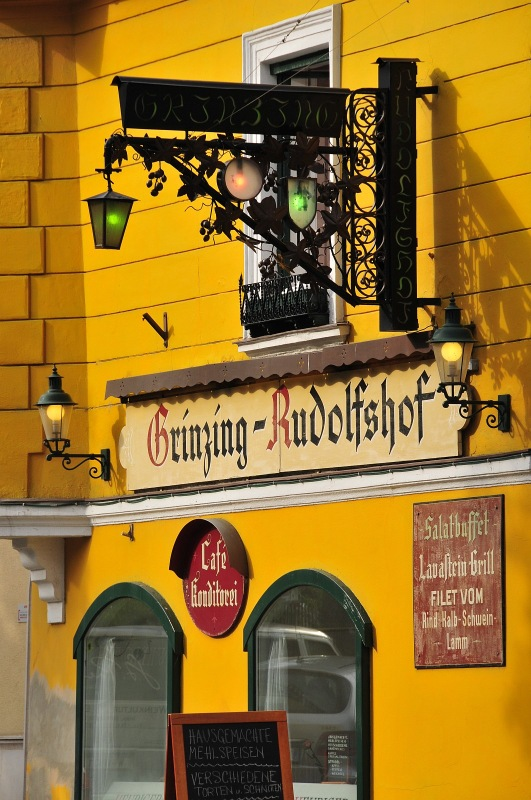
Bar à vin à Grinzing.
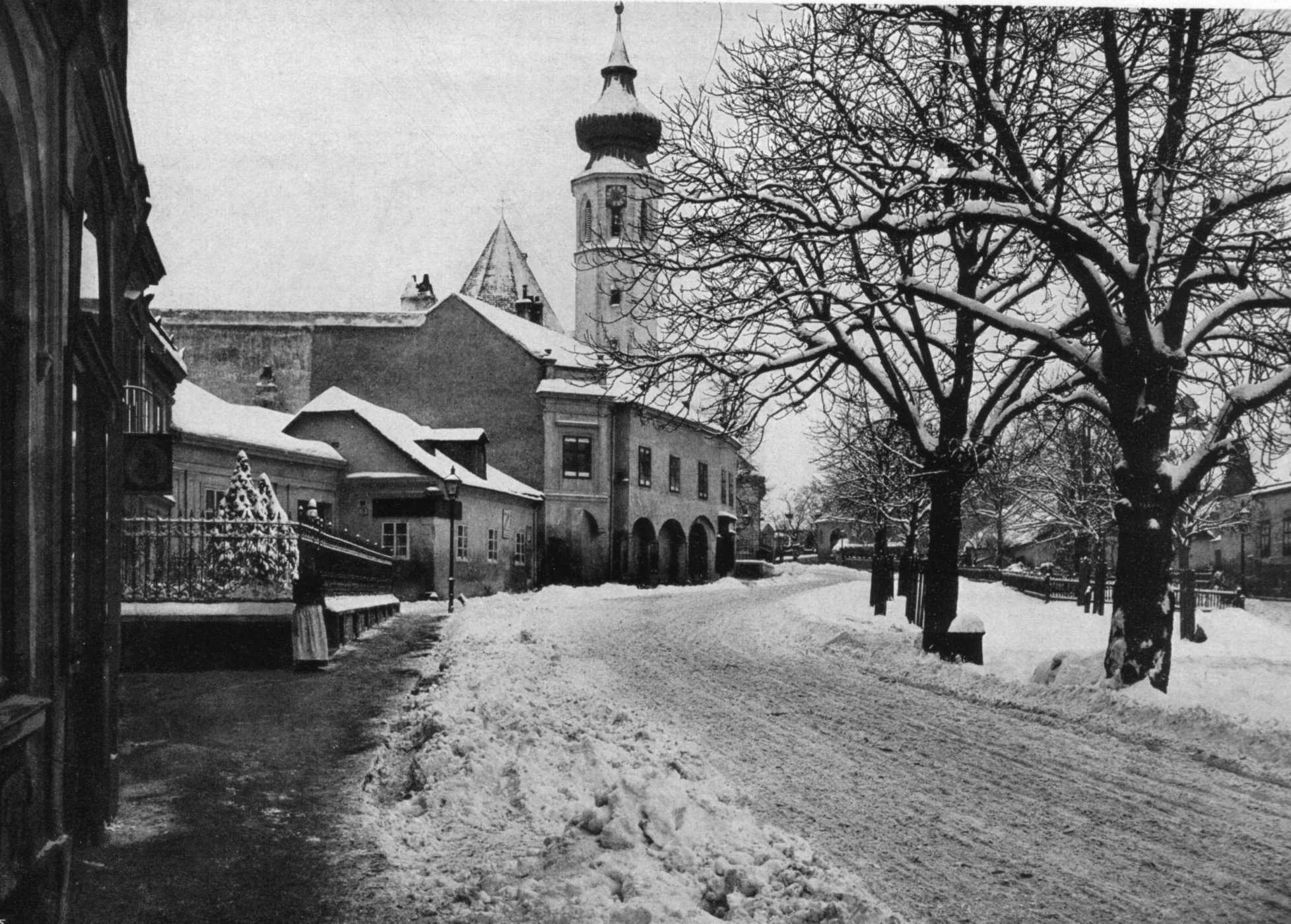
Grinzing vers 1900.

## Tourisme
La réputation de Grinzing est basée sur ses vignobles et ses nombreux Heurigen, les cafés traditionnels servant du vin et du moût (jus de raisin) qui restent une attraction touristique à ce jour.